# Woodbourne (Nueva York)
Woodbourne es un área no incorporada (o aldea) ubicada en el condado de Sullivan en el estado estadounidense de Nueva York.

## Geografía
Woodbourne se encuentra ubicado en las coordenadas 41°45′35″N 74°35′39″O / 41.75972, -74.59417.